# Szurdokpüspöki
Szurdokpüspöki község Nógrád vármegyében, a Pásztói járásban.

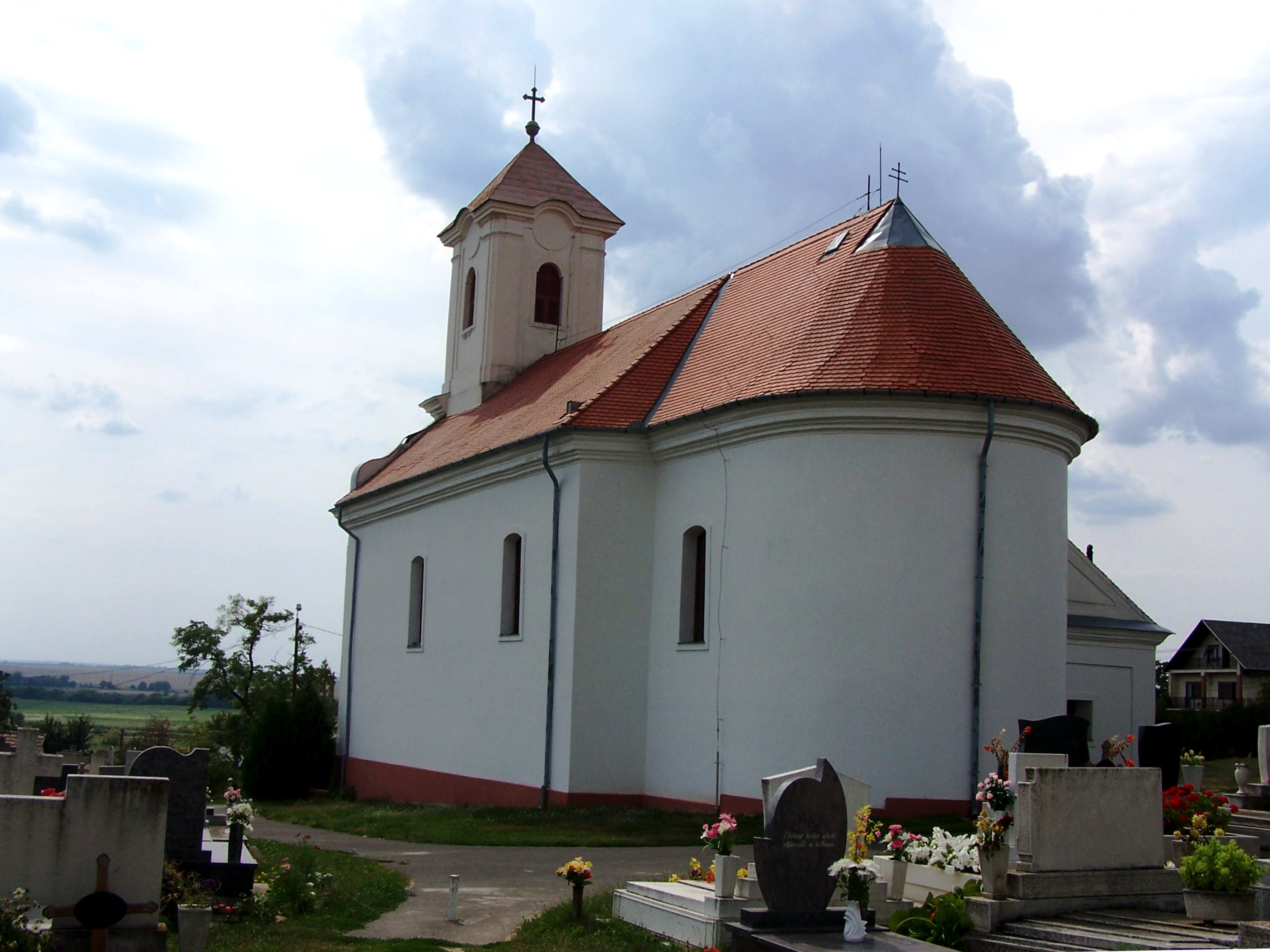
Római katolikus templom

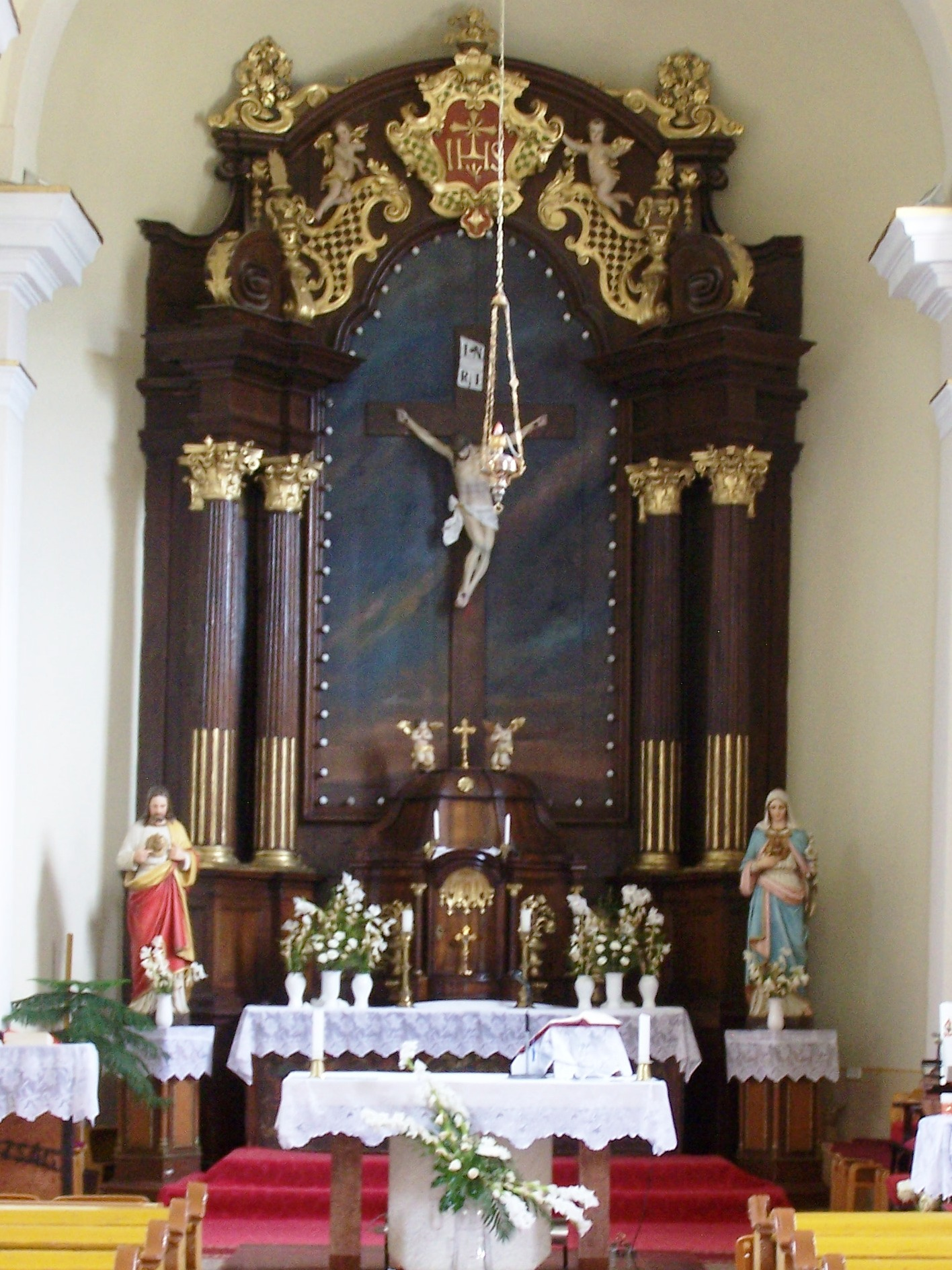
A katolikus templom főoltára

## Fekvése
A Mátra hegység lábánál, a Zagyva völgyében fekszik, ott ahol a folyó völgye a hegyek közül kilépve kiszélesedik. Keletről a Mátra nyugati nyúlványa (Muzsla 805 m, Nagy-Koncsúr 604 m, Kis-Koncsúr 595 m, Isten-fa-tető 442 m), délről a Nagy-hársas (509 m), nyugatról pedig a Cserhát hegység dombokká szelídülő lankái határolják. Szomszédos települések: Jobbágyi, Pásztó, Gyöngyöspata.

### Megközelítése
A Budapesttől 70 kilométer távolságra lévő község megközelíthető az M3-as autópályán és a 21-es főúton, továbbá a Gyöngyös–Gyöngyöspata–Szurdokpüspöki útvonalon húzódó 2406-os úton, Pásztó felől pedig a 2407-es úton. (A község keleti szélén az előbbiből ágazik ki a 24 104-es számú mellékút, amely az egykori jobbágyi „csokoládégyár”, a 7405. számú titkos fegyver- és lőszergyár objektumának északi bejáratáig vezet.)
A falunak a Hatvan–Somoskőújfalu-vasútvonalon vasútállomása is van.

## Története
Szurdokpüspöki nevének első része az itt található hegyek között kanyargó szurdokvölgyből ered, mivel a község a szurdoknak bejáratánál fekszik. A „püspöki” az egykori tulajdonost jelöli, ugyanis a falu egyike annak a 10 településnek, melyeket Szent István 1004-ben adományozott az általa alapított egri püspökségnek.
A község 1288-ig volt először egyházi birtok. 1290-ben az Aba nemzetségből származó Szalánczay Miklós erdélyi vajda tulajdona lett, majd az esztergomi káptalan kapta meg adományként a királytól. Később világi földesurak: Rédeyek, Tariak, Kompolthyak, Báthoryak birtokolták. A török korban ezen a vidéken húzódott a megszállt területek határa, ezért a falu csaknem teljesen elnéptelenedett.
A 19. század közepéig a lakosság szinte kizárólag a mezőgazdaságból élt. Ekkor itt is elkezdődött az iparosítás. 1869-ben szabályozták a Zagyvát. A község határában megépült a Hatvan-Losonc vasútvonal. A Szurdok-völgyben kőbányát nyitottak, kőzúzóval, kisvasúttal. Feljebb a völgyben kovaföldbányát nyitott, a vasút mellé pedig feldolgozó üzemet építtetett a Kovaföld Rt.
1910-ben 1204 lakosából 1201 magyar, ebből 1117 római katolikus és 16 izraelita volt.
A község összeépült Zagyvaszentjakabbal, majd 1925-ben hivatalosan is egyesült a két település.

### Zagyvaszentjakab
Zagyvaszentjakab Árpád-kori település, nevét 1296-ban említette először oklevél. Ekkor került a település az Aba nemzetség-beliek Kompolti ágából leszármazott Péter, a királyi étekfogók kancellárjának birtokába, aki e helységet nejével kapta. A település egykor Nógrád vármegyéhez tartozott, 1423-ban azonban a király ismét Heves vármegyébe helyezte át. Ekkor a nánai Kompolthiak birtoka volt. Plébániáját már az 1332–37. évi pápai tizedjegyzékben is említették, a patai főesperességi kerülethez tartozott. Kompolthi János fiai, Zsigmond és Ferenc valamint Országh Mihály négy fia között 1522-ben létrejött örökösödési szerződés alapján a Kompolthiak kihaltával Országh Mihály fiai: János, Ferenc, Imre és László örökölték. 1549-ben Losonczy István, Országh Kristóf gyámjának birtokaként említették. 1552-ben még 8 adóköteles jobbágytelket írtak itt össze, 1564-ben pedig 11 portája volt.
Országh László fiának, Kristófnak, 1567-ben bekövetkezett utód nélküli halála után I. Miksa király 1569-ben Országh Borbálának, enyingi Török Ferenc nejének adományozta. A 17. század közepén Hamvay Ferenc alispán birtoka volt, akinek 1699-ben bekövetkezett halála után Forgách Ádám nyerte adományul. 1741-ben a Nyáry, a 19. század elején pedig a gróf Draskovich, gróf Esterházy, báró Révay, gróf Cebrián, Horváth és Csányi családoknak volt itt földesúri joguk, majd Kohn József lett a birtokosa.
1852-ben nagy tűzvész pusztított itt, ami a helységet csaknem egészen elpusztította.
1910-ben 855 magyar lakosából 838 római katolikus és 15 izraelita volt.

### Födémes
Zagyvaszentjakab határában feküdt egykor Födémes falu, Filimes-puszta helyén, amelyet a Rátót nemzetségbeli László bán fia, Dorogi Olivér 1331-ben a Baranya vármegyei Balázs fia Miklóstól és ennek nejétől, Klárától vásárolt meg. Olivérnek egy fia volt, István, aki azonban korán elhalálozott, mert 1373-ban Olivér özvegye és leánya tiltakoztak Nagy Domonkos fia Pásztohi János, továbbá Kakas János fiai és Pásztohi István fia László ellen, mivel ezek Födémest elfoglalták.
Az 1549. évi adóösszeírás szerint Horváth Ferenc birtoka volt, ekkor három adóköteles jobbágytelket írtak itt össze. 1552-ben az egri püspökség földesúri hatósága alá tartozott. 1564-ben szintén három jobbágytelek után fizetett adót.

## Közélete

### Polgármesterei
- 1990–1994: Kovács József (független)[3]
- 1994–1998: Kovács József (független)[4]
- 1998–2002: Kovács József (független)[5]
- 2002–2006: Kovács József (független)[6]
- 2006–2010: Kovács József (független)[7]
- 2010–2014: Géczi László Miklósné (független)[8]
- 2014–2019: Pintér Miklós Ervin (független)[9]
- 2019–2024: Pintér Miklós Ervin (független)[10]
- 2024– : Pintér Miklós Ervin (független)[1]

## Népesség
A település népességének változása:
| Lakosok száma | 1939 | 1911 | 1906 | 1833 | 1761 | 1758 | 1795 |
|               | 2013 | 2014 | 2015 | 2021 | 2022 | 2023 | 2024 |

2001-ben a település lakosságának 99%-a magyar, 1%-a egyéb (főleg szlovák és cigány) nemzetiségűnek vallotta magát.
A 2011-es népszámlálás során a lakosok 93,9%-a magyarnak, 0,6% cigánynak, 0,2% németnek mondta magát (6,1% nem nyilatkozott; a kettős identitások miatt a végösszeg nagyobb lehet 100%-nál). A vallási megoszlás a következő volt: római katolikus 67,4%, református 2,2%, evangélikus 0,6%, görögkatolikus 0,4%, felekezeten kívüli 10,9% (17,4% nem nyilatkozott).
2022-ben a lakosság 89%-a vallotta magát magyarnak, 0,7% cigánynak, 0,3% németnek, 0,2% románnak, 0,1-0,1% örménynek, bolgárnak, ruszinnak, lengyelnek, szlováknak és románnak, 2,5% egyéb, nem hazai nemzetiségűnek (10,9% nem nyilatkozott; a kettős identitások miatt a végösszeg nagyobb lehet 100%-nál). Vallásuk szerint 46,6% volt római katolikus, 2,2% református, 0,6% evangélikus, 0,2% görög katolikus, 0,9% egyéb keresztény, 1,1% egyéb katolikus, 13,7% felekezeten kívüli (34,3% nem válaszolt).

## Nevezetességei
- Szent Kereszt felmagasztalása római katolikus templom (épült 1769-ben). Műemlék. Legértékesebb részei:
  - barokk főoltár (18. századi antipendiuma a vármegyében egyedülálló módon egy bőrből készült iparművészeti remek),
  - mellékoltár,
  - szószék,
  - orgona;
- Szent Jakab Apostol római katolikus templom, Zagyvaszentjakab – épült 1904–1906 között, oltárképét Túri Gyula festette. A képen idősebb Jakab apostol a 19. század eleji viseletbe öltözött helybéliek gyűrűjében prédikál;
- népi pincesor;
- a honfoglalás kori kulturális emlékkincsünk legértékesebb motívumait egyesítő millecentenáriumi emlékmű ifj. Szabó István Munkácsy Mihály-díjas szobrászművész alkotása;
- a falu fennállásának ezredik évfordulóján, 2004-ben avatott, csodatévő forrás díszkútját ugyancsak ifj. Szabó István munkája. A hatszögletű kútházat Árpád-házi Szent István, Szent Imre és Szent László domborműve díszíti.

## Híres emberek
- Itt született 1920. augusztus 7-én Radnai György Kossuth-díjas operaénekes.
- Itt született 1851. augusztus 23-án Hanák Kolos, a Magyar Turista Egyesület egyik fő megalapítója. Nevét ma teljesítménytúra őrzi.
- Itt élt Rózsa-Flores Eduardo (1960-2009), bolíviai-magyar származású kalandor, író, költő, katona.